# 川崎大映劇場
川崎大映劇場（かわさきだいえいげきじょう）は、かつて存在した日本の映画館である。川崎大映（かわさきだいえい）が正式名称だった時期もある。大映の直営館ではなく、美須鐄の金美館本部（のちのカワサキ・ミス、現在のチッタ エンタテイメント）が経営し、大映作品を上映した。

## 沿革
- 1947年 - 開業
- 1970年代 - 閉館

## 略歴・概要
美須鐄の金美館本部（のちのカワサキ・ミス、現在のチッタ エンタテイメント）が、第二次世界大戦後に復興した「川崎映画街」に、「川崎大映劇場」として1947年（昭和22年）末までに完成、翌1948年（昭和23年）の正月興行を行った。当時の同映画街には、大映作品を上映する本館のほか、松竹作品を上映する川崎銀星座（現存せず、以下同）、東宝作品を上映する川崎第一東宝劇場、川崎映画劇場（のちの川崎スカイ劇場）、川崎オデオン座の映画館5館と、実演の川崎花月劇場があり、いずれも同社が経営した。
1949年（昭和24年）4月18日、金美館本部は従来の個人事業から会社組織化され、美須合名会社となる。同年、川崎映画街は9館に増強される。所在地は川崎市古川通30番地である。東西の通りを挟む川崎映画街の中央、川崎銀星座、川崎映画劇場と並んで、通りの南側に位置した。
その後、時期は不明であるが、破産を目前とした大映が最後の配給作品を公開した1971年（昭和46年）11月20日の前後、1970年代のある時点で、閉館する。
現在、同館の跡地には、チッタ エンタテイメント、およびその子会社チネチッタが経営するシネマコンプレックス「チネチッタ」を収容するラ チッタデッラが建っている。